# 黄线 (BART)
安条克－密尔布瑞线虽然在地图上是一条完整的线路，统称黄线（英語：Yellow Line），在运营和计费时也被当作一条完整的线路，但实际上是由两个独立的部分组成：
- 匹兹堡/湾角－旧金山国际机场/密尔布瑞线，隶属于一般的湾区捷运系统。
- eBART，从匹兹堡/湾角站到安条克站（英语：Antinoch station (BART)），于2018年5月26日开通。这是一条柴油驱动的、连接康特拉科斯塔縣中心与安条克的支线。

两线由于动力方式和轨距的不同，双方的列车不能进入对方的轨道，所以乘坐全程的乘客必须匹兹堡/湾角站换乘另一条线路。

## 主线
匹兹堡/湾角－旧金山国际机场/米尔布雷线（英語：Pittsburg/Bay Point-SFO/Millbrae line），又名康科德线，是美国舊金山灣區捷運系統的一条线路，在系统中以黄色标识，共有26个地铁站。从匹兹堡/湾角到舊金山國際機場以及米尔布雷，途径康科德、普莱森特希尔、核桃溪、拉斐特、奥林达、奥克兰、戴利城、科尔马、南旧金山以及圣布鲁诺。

### 运营

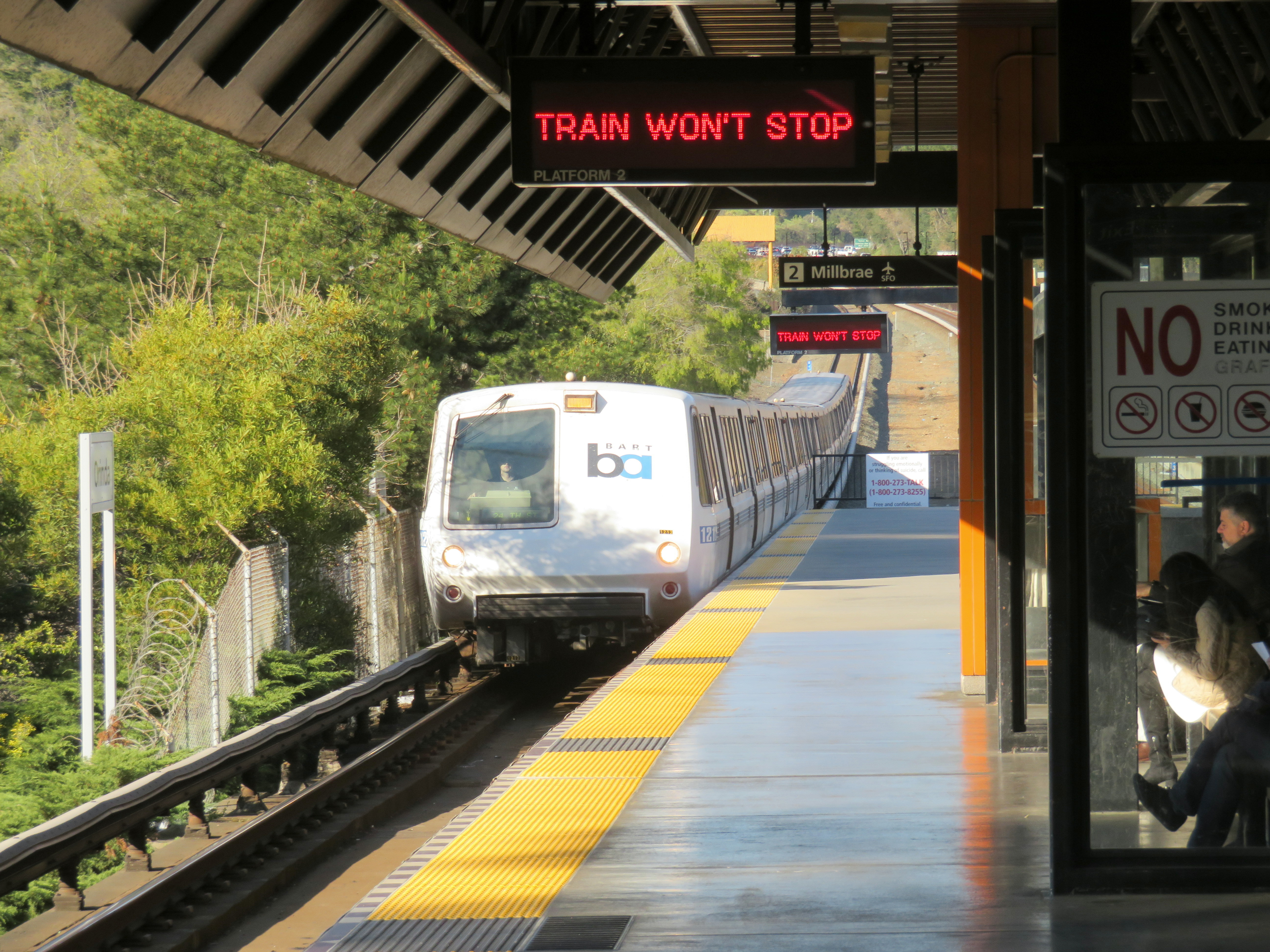
一辆向南行驶的“普莱森特山短线”列车正“飞过”奥林达站，站台上提示“列车不停站”

主线运行着湾区捷运里最长的列车，工作日的列车通常是10节，而晚上和周末的也有8-9节。另外，此线也是唯一有短线列车的，高峰期期间会开行14次短途列车。在早高峰期，列车会只开到蒙哥马利站或24街/使命街站，而晚高峰时则会开到戴利城站。2015年9月14日之后，短线列车东端被截短到普莱森特山站以提高发车频率。这些“普莱森特山快线”列车在早上会飞过洛克里奇、奥林达、拉法耶特、和核桃溪站，而晚上会飞过奥林达和拉法耶特两站。

### 历史
此线是湾区捷运里第二条开通的线路，于1973年5月21日开始康科德站和麦克阿瑟站之间的运营。随后，在1974年9月16日，因为跨灣隧道的开通，线路延长至戴利城，后来又在1995-1996年间增加了康科德北和匹兹堡/湾角站。

#### 旧金山机场/密尔布瑞段延长线
2003年6月22日，此线被延长至密尔布瑞站，绕过了旧金山国际机场站，后来在2004年9月4日才加入了此站，来代替都柏林/普雷森顿线的服务。圣马特奥县由于不是捷运管理局的成员，线路在此县的延长由当地的交通部门(SamTrans)资助。SamTrans基于低于预期的客流量，和可能的亏损，和湾区捷运达成协议，从2005年9月12日开始，在戴利城站以南只运行都柏林/普雷森顿线。随后，SamTrans与湾区捷运在2007年2月达成协议，由湾区捷运接管旧金山机场/密尔布瑞段延长线的控制权和财政，以换取SamTrans额外的资金支持。此后，湾区捷运增加了戴利城南部的服务。现在此线的工作日服务止于旧金山机场，而晚间和周末才会延长至密尔布瑞站。
2016年3月，此线在康科德北站以北的区间曾出现异常的电压波动，造成多辆列车受损，湾区捷运只好在16日暂停匹兹堡/湾角站的服务，改用接驳巴士。随后匹兹堡/湾角站在21日恢复有限的服务，到4月2日才全面恢复正常。

### 車站列表
| 中文站名                 | 英文站名 | 市                              | 縣             | 啟用           | 連接路線 |
| ------------------------ | -------- | ------------------------------- | -------------- | -------------- | -------- |
| 匹茲堡／灣角             |          | 匹茲堡 / 灣角                   | 康特拉科斯塔縣 | 1996年12月7日  | eBART    |
| 北康科德／馬丁內斯       |          | 康科德                          | 康特拉科斯塔縣 | 1995年12月16日 |          |
| 康科德                   |          | 康科德                          | 康特拉科斯塔縣 | 1973年5月21日  |          |
| 愉快山／康特拉科斯塔中心 |          | 康特拉科斯塔中心 (加利福尼亞州) | 康特拉科斯塔縣 | 1973年5月21日  |          |
| 核桃溪                   |          | 核桃溪                          | 康特拉科斯塔縣 | 1973年5月21日  |          |
| 拉斐特                   |          | 拉斐特                          | 康特拉科斯塔縣 | 1973年5月21日  |          |
| 奧林達                   |          | 奧林達                          | 康特拉科斯塔縣 | 1973年5月21日  |          |
| 石嶺                     |          | 奧克蘭                          | 阿拉米達縣     | 1973年5月21日  |          |
| 麥克阿瑟                 |          | 奧克蘭                          | 阿拉米達縣     | 1972年9月11日  |          |
| 19街奧克蘭               |          | 奧克蘭                          | 阿拉米達縣     | 1972年9月11日  |          |
| 12街奧克蘭市中心         |          | 奧克蘭                          | 阿拉米達縣     | 1972年9月11日  |          |
| 西奧克蘭                 |          | 奧克蘭                          | 阿拉米達縣     | 1974年9月16日  |          |
| 內河碼頭                 |          | 舊金山                          | 舊金山         | 1976年5月27日  |          |
| 蒙哥馬利街               |          | 舊金山                          | 舊金山         | 1973年11月5日  |          |
| 跑華街                   |          | 舊金山                          | 舊金山         | 1973年11月5日  |          |
| 市政中心／聯合國廣場     |          | 舊金山                          | 舊金山         | 1973年11月5日  |          |
| 16街米慎                 |          | 舊金山                          | 舊金山         | 1973年11月5日  |          |
| 24街米慎                 |          | 舊金山                          | 舊金山         | 1973年11月5日  |          |
| 葛連公園                 |          | 舊金山                          | 舊金山         | 1973年11月5日  |          |
| 巴爾波亞公園             |          | 舊金山                          | 舊金山         | 1973年11月5日  |          |
| 戴利城                   |          | 戴利城                          | 聖馬特奧縣     | 1973年11月5日  |          |
| 科爾馬[a]                |          | 科爾馬                          | 聖馬特奧縣     | 1996年2月24日  |          |
| 南舊金山[a]              |          | 南舊金山                        | 聖馬特奧縣     | 2003年6月22日  |          |
| 聖布魯諾[a]              |          | 聖布魯諾                        | 聖馬特奧縣     | 2003年6月22日  |          |
| 舊金山國際機場           |          | 舊金山國際機場                  | 聖馬特奧縣     | 2003年6月22日  |          |